# Kolla norborella
Kolla norborella är en insektsart som beskrevs av Young 1986. Kolla norborella ingår i släktet Kolla och familjen dvärgstritar. Inga underarter finns listade i Catalogue of Life.